# Alpujarra Granadina
La Alpujarra Granadina es una comarca española situada en la parte suroriental de la provincia de Granada, comunidad autónoma de Andalucía. Limita con las comarcas granadinas de Guadix al norte, la Vega de Granada al noroeste, el Valle de Lecrín al oeste, y la Costa Granadina al sur, así como con el Poniente Almeriense al sureste, y la Alpujarra Almeriense al este, ya en la provincia de Almería.

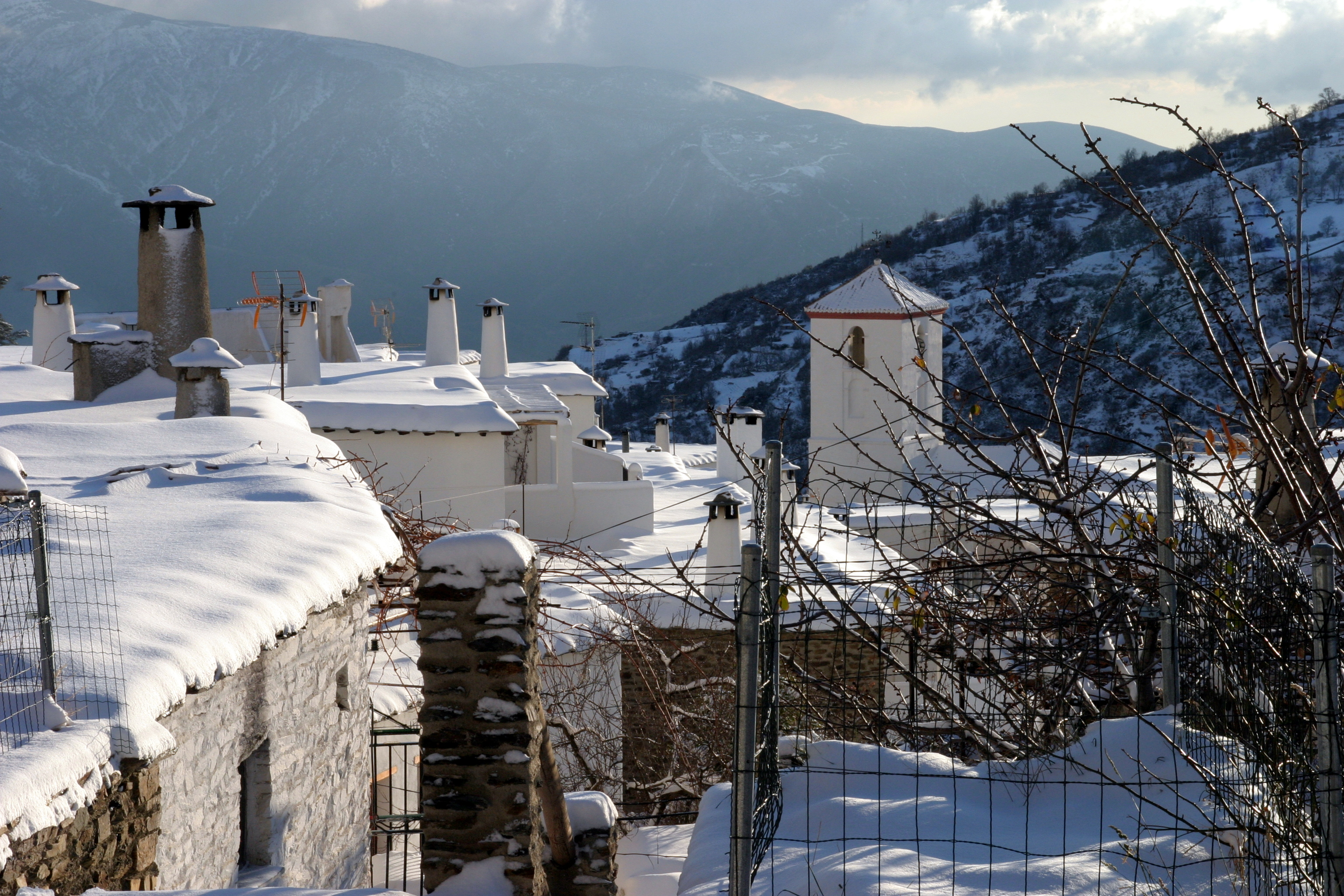
Tejados nevados en la localidad de Capileira

Está formada por veinticinco municipios, de los cuales el más poblado y extenso es Órgiva; por el contrario, el municipio con menor número de habitantes es Lobras —el menos poblado también de toda la provincia—, y el de menor superficie es Carataunas. Su capital tradicional e histórica es la villa de Órgiva.

## Etimología

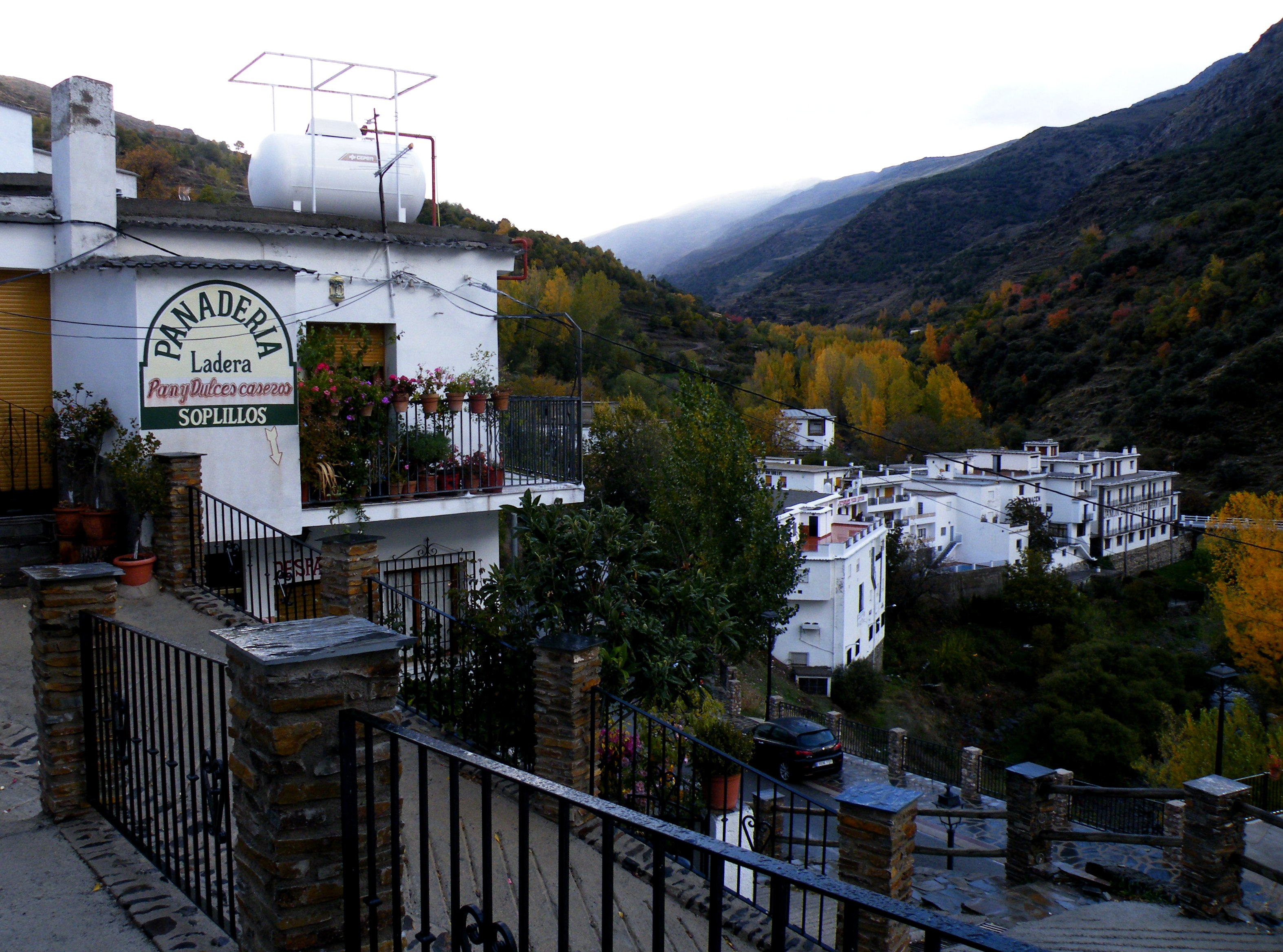
Vista de la localidad de Trevélez

Hay varias teorías sobre el origen del nombre Alpujarra, entre las que destaca la que lo hace provenir de uno de los primeros colonizadores musulmanes de la comarca, "al-Bujarra"; pero el historiador malagueño Simonet en su obra de 1860 Descripción del Reino de Granada bajo la dominación de los naseritas, se decantaba por el significado de «alba sierra».[cita requerida]

## Historia
Entre 1568 y 1571 tuvo lugar el acontecimiento conocido como "rebelión de las Alpujarras", en la que la abundante población morisca del Reino de Granada se alzó en protesta contra la Pragmática Sanción que limitaba las libertades religiosas y culturales de dicha población.
Tras lograrse sofocar la revuelta gracias a la intervención de Don Juan de Austria, los musulmanes que sobrevivieron —se estiman unos 80.000 en todo el reino granadino— fueron dispersados hacia otros lugares de la Corona de Castilla, especialmente hacía Andalucía y las Dos Castillas, para evitar otra sublevación. En 1609 el rey Felipe III decretó la total expulsión de los moriscos españoles, aunque esta medida no afectó demasiado al Reino de Granada dado que apenas si quedaba algún morisco en este territorio después de 1571.
Para suplir el despoblamiento que hubo como consecuencia, ya en tiempos de Felipe II se fomentó el asentamiento en toda La Alpujarra de campesinos procedentes principalmente de otros lugares de Andalucía Occidental (34%), Castilla la Nueva (25%), reinos de Valencia (8%), de Murcia (5%) y de Galicia (5%), e incluso del mismo Reino de Granada, a pesar de que las condiciones establecidas prohibían que los colonos tuvieran su origen en el mismo. La presencia de colonizadores originarios de otros territorios de la corona fue escasamente significativa.

## Geografía
La comarca se caracteriza por su accidentado relieve, ocupando la mayor parte de la cara sur de Sierra Nevada. En esta sierra se encuadran importantes cumbres, destacando el Mulhacén, el más alto de la península ibérica, al que se encarama la localidad de Trevélez, y el Veleta, al que suben escalonadamente Pampaneira, Bubión y Capileira.

## Municipios
Esta comarca está formada por los siguientes municipios:
|                        | Municipio              | Superficie   | Población (2017) | Densidad       | Ayto. (2023) | Pedanías |
| ---------------------- | ---------------------- | ------------ | ---------------- | -------------- | ------------ | --- |
| Almegíjar              | Almegíjar              | 29,42 km²    | 362 hab.         | 14,04 hab./km² | PSOE         | Notáez, La Solana y La Umbría                                                                                        |
| Alpujarra de la Sierra | Alpujarra de la Sierra | 68,53 km²    | 1021 hab.        | 16,52 hab./km² | PSOE         | Golco, Mecina Bombarón (capital del municipio), Montenegro y Yegen                                                   |
| Bérchules              | Bérchules              | 69,59 km²    | 715 hab.         | 12,00 hab./km² | PSOE         | Alcútar |
| Bubión                 | Bubión                 | 14,86 km²    | 301 hab.         | 22,54 hab./km² | PSOE         | - |
| Busquístar             | Busquístar             | 18,03 km²    | 278 hab.         | 16,19 hab./km² | PSOE         | Los Caballeros y Los Llanos                                                                                          |
| Cádiar                 | Cádiar                 | 47,32 km²    | 1486 hab.        | 34,49 hab./km² | PP           | Narila, La Rambla del Banco y Yátor                                                                                  |
| Cáñar                  | Cáñar                  | 26,35 km²    | 348 hab.         | 17,76 hab./km² | PSOE         | - |
| Capileira              | Capileira              | 56,90 km²    | 559 hab.         | 9,28 hab./km²  | PSOE         | - |
| Carataunas             | Carataunas             | 4,66 km²     | 179 hab.         | 40,32 hab./km² | PP           | Las Cañadillas |
| Cástaras               | Cástaras               | 28,36 km²    | 244 hab.         | 9,66 hab./km²  | PSOE         | Nieles |
| Juviles                | Juviles                | 14,99 km²    | 144 hab.         | 10,88 hab./km² | PP           | - |
| Lanjarón               | Lanjarón               | 60,38 km²    | 3503 hab.        | 63,36 hab./km² | PP           | - |
| Lobras                 | Lobras                 | 16,05 km²    | 148 hab.         | 9,90 hab./km²  | PSOE         | Cuesta de los Almendros, Los Morones y Tímar                                                                         |
| Murtas                 | Murtas                 | 71,70 km²    | 473 hab.         | 8,66 hab./km²  | PP           | Cojáyar y Mecina Tedel                                                                                               |
| Nevada                 | Nevada                 | 77,31 km²    | 1089 hab.        | 14,98 hab./km² | PSOE         | Júbar, Laroles (capital del municipio), Mairena (EATIM, junto con Júbar) y Picena (EATIM)                            |
| Órgiva                 | Órgiva                 | 134,14 km²   | 5570 hab.        | 43,03 hab./km² | PP           | Agustines y Tíjola, Alcázar, Las Barreras, Bayacas, Cerro Negro, Pago y Benisalte, Sortes-Abc-Rabiete y Los Tablones |
| Pampaneira             | Pampaneira             | 17,47 km²    | 324 hab.         | 19,69 hab./km² | PSOE         | - |
| Pórtugos               | Pórtugos               | 20,83 km²    | 403 hab.         | 17,48 hab./km² | PP           | - |
| Soportújar             | Soportújar             | 14,16 km²    | 266 hab.         | 21,04 hab./km² | PSOE         | - |
| La Taha                | La Taha                | 25,59 km²    | 653 hab.         | 30,40 hab./km² | UCIN         | Atalbéitar, Capilerilla, Ferreirola, Fondales, Mecina, Mecinilla y Pitres (capital del municipio)                    |
| Torvizcón              | Torvizcón              | 51,40 km²    | 650 hab.         | 14,32 hab./km² | PSOE         | La Dehesa y Salas-Contraviesa                                                                                        |
| Trevélez               | Trevélez               | 90,96 km²    | 758 hab.         | 8,74 hab./km²  | PP           | - |
| Turón                  | Turón                  | 55,58 km²    | 253 hab.         | 5,20 hab./km²  | PP           | Los Casimiros, Los Moras y La Noria                                                                                  |
| Ugíjar                 | Ugíjar                 | 66,96 km²    | 2511 hab.        | 39,47 hab./km² | PSOE         | Las Canteras, Cherín, Jorairátar y Los Montoros                                                                      |
| Válor                  | Válor                  | 58,57 km²    | 676 hab.         | 11,83 hab./km² | PP           | Mecina Alfahar y Nechite                                                                                             |
|                        | TOTAL                  | 1.140,11 km² | 24.736 hab.      | 21,69 hab./km² |              | |

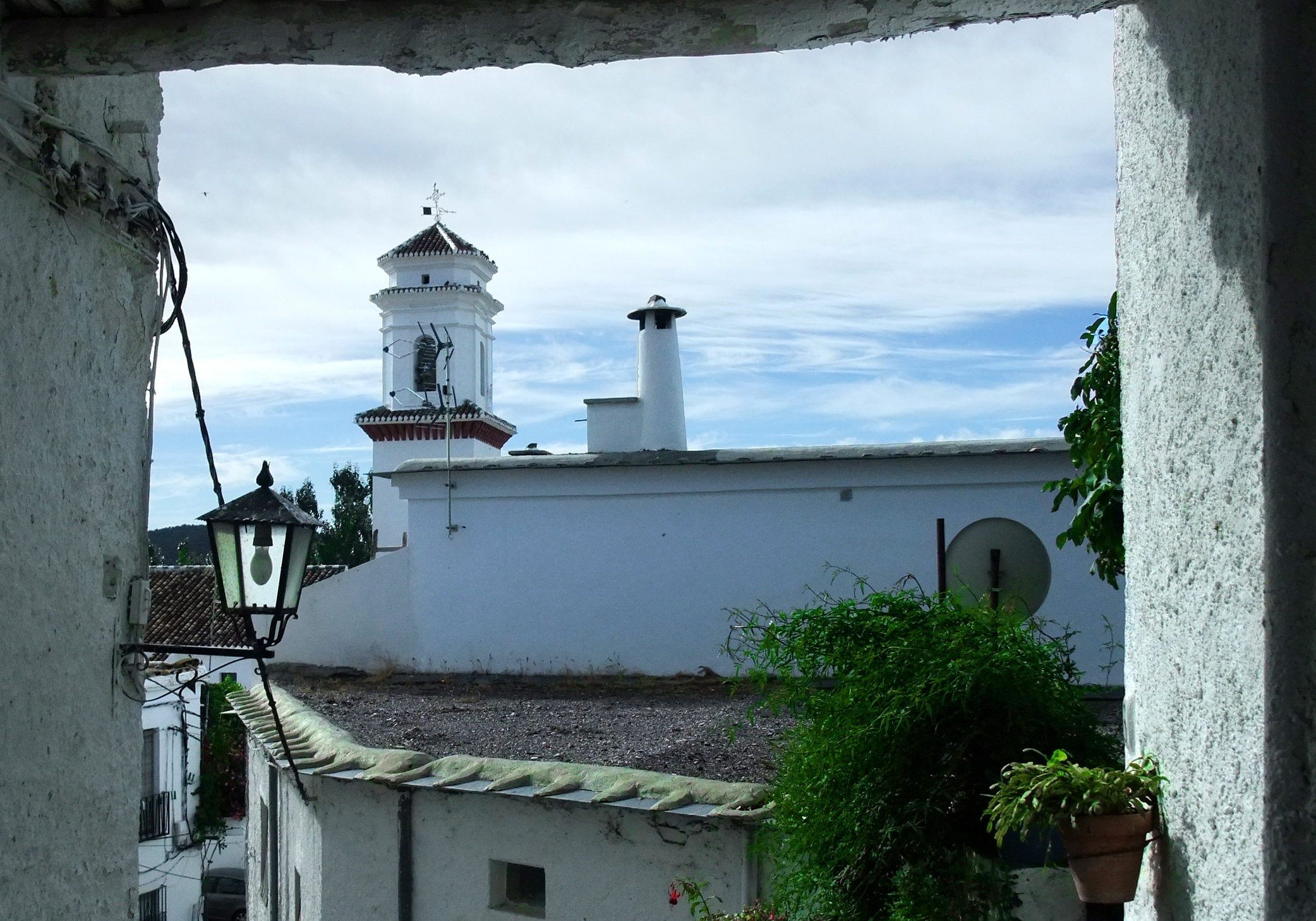
Vista de la localidad de Pitres

Existen mapas históricos de la Alpujarra que incluyen, además, a los municipios de Albondón, Albuñol, Sorvilán, Polopos-La Mamola, Rubite, Gualchos-Castell de Ferro y Lújar. De hecho los municipios de Murtas, Turón, Albondón, Albuñol, Sorvilán, Polopos, Rubite, Torvizcón y el antiguo municipio de Alcázar, integrado en Órgiva desde 1973, forman parte de la sierra de la Contraviesa, que es —y ha sido— eminentemente alpujarreña. Esa sierra abarca desde el valle del río Guadalfeo hasta la costa, teniendo al oeste la sierra de Lújar y al este la sierra de Gádor. Toda la sierra de la Contraviesa, cuyas mayores alturas son el monte Salchicha y el Cerrajón de Murtas, ambos de más de 1500 m de altitud, está encuadrada en la Alpujarra Baja, aunque por razones turísticas y administrativas algunos de sus municipios están incluidos en la Costa Granadina.

## Cultura
Se trata de una comarca con una importante protección como patrimonio histórico, al tener declaradas como Bien de Interés Cultural dos amplias zonas de la misma: El Conjunto Histórico del Barranco del Poqueira y el Sitio Histórico de la Alpujarra Media y La Taha, conformando entre ambos, que son limítrofes, el espacio protegido patrimonialmente más amplio en Europa.

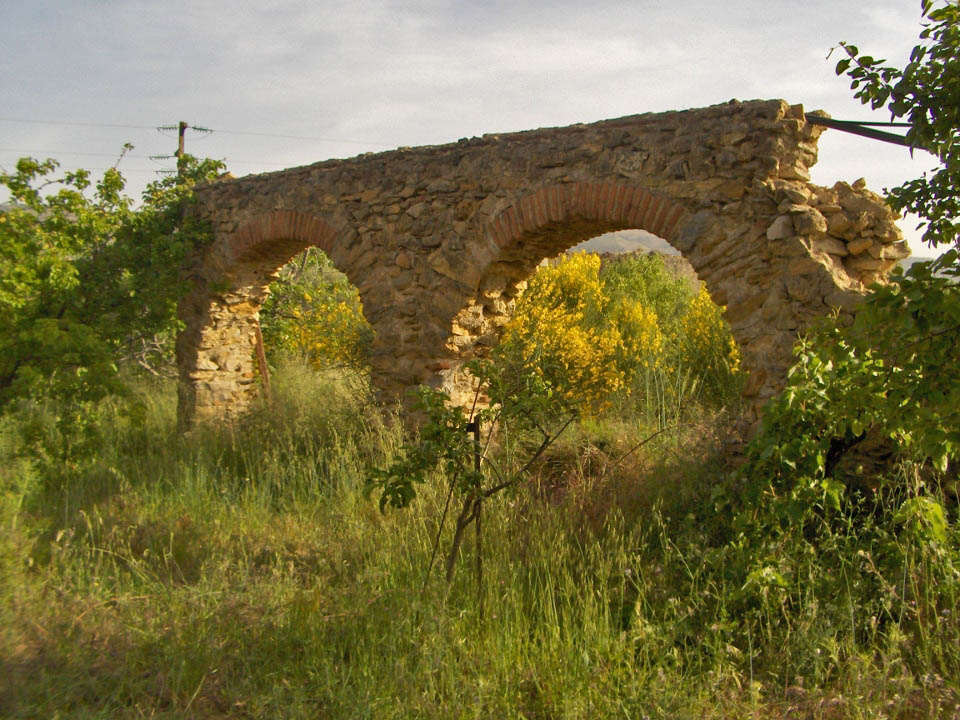
Acueducto de Los Arcos, en Cástaras

Los terraos (cubiertas planas), están hechos con launa, una arcilla impermeable abundante en la comarca, extendida sobre el cañizo o sobre losas de piedra o de pizarra, soportadas por vigas de madera. En los meses de otoño e invierno, pueden verse mazorcas de maíz u otros productos de la tierra extendidos sobre estos terraos para su secado, o ristras de pimientos colgadas junto a las ventanas o en algunas chimeneas. También destacan los tinaos, lugares públicos de tránsito, bajo espacios privados.

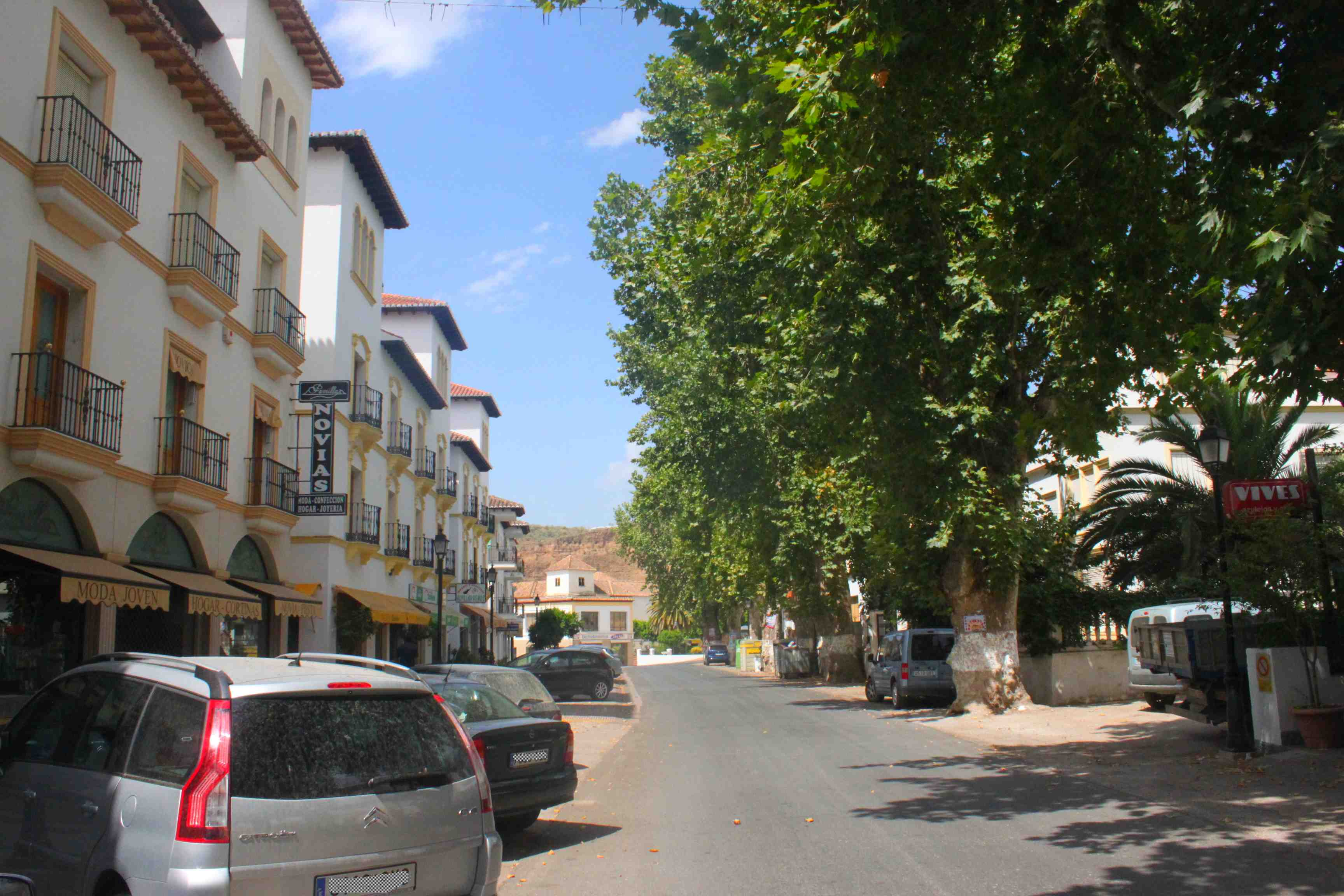
Vista de la localidad de Ugíjar

Lo más importante y que conserva mayor tradición es la confección de tejidos, especialmente jarapas. En los últimos años se han instalado en la comarca numerosos talleres de artesanía que, además de los telares, han relanzado la cerámica e incluso la orfebrería. Esto ha hecho que numerosos artistas y artesanos, junto a músicos, pintores y poetas hayan escogido la Alpujarra Granadina como lugar de residencia.

### Literatura
Entre los autores más destacados que han escrito sobre esta comarca, cabe mencionar al hispanista británico Gerald Brenan y su obra 'Al sur de Granada', en la que inmortaliza la localidad de Yegen y la cultura y costumbres alpujarreñas de mediados del siglo XX. Ochenta años antes, el afamado escritor accitano Pedro Antonio de Alarcón también visitó la Alpujarra dando cuenta de ello en su libro 'La Alpujarra: sesenta leguas a caballo precedidas de seis en diligencia'.

## Galería

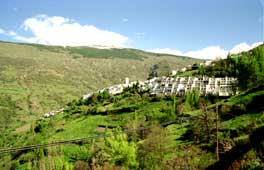
Capileira
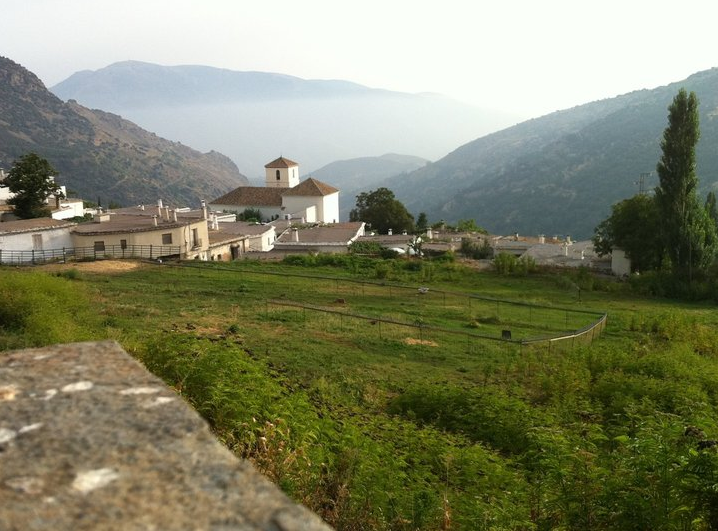
Bubión
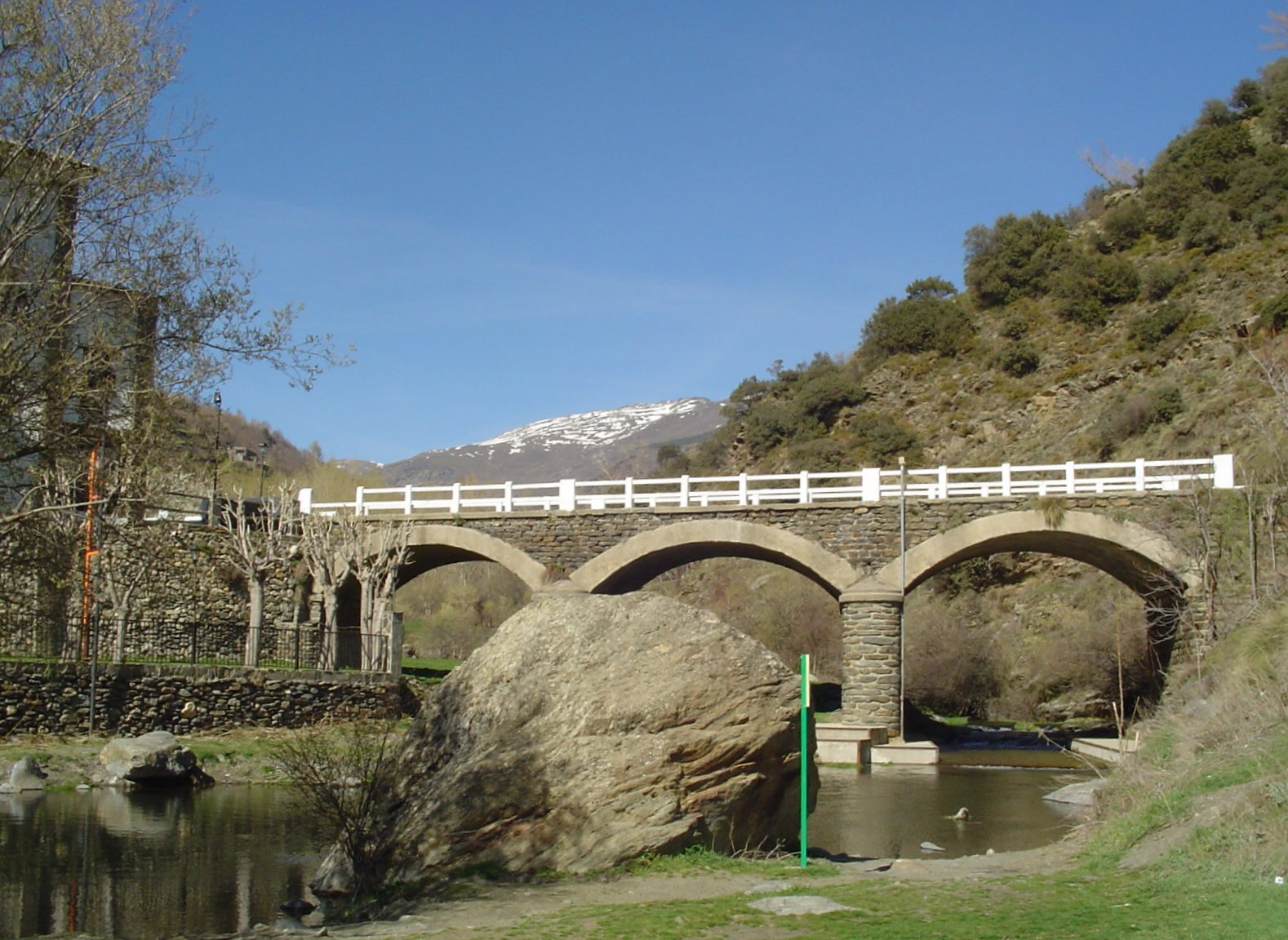
Trevélez
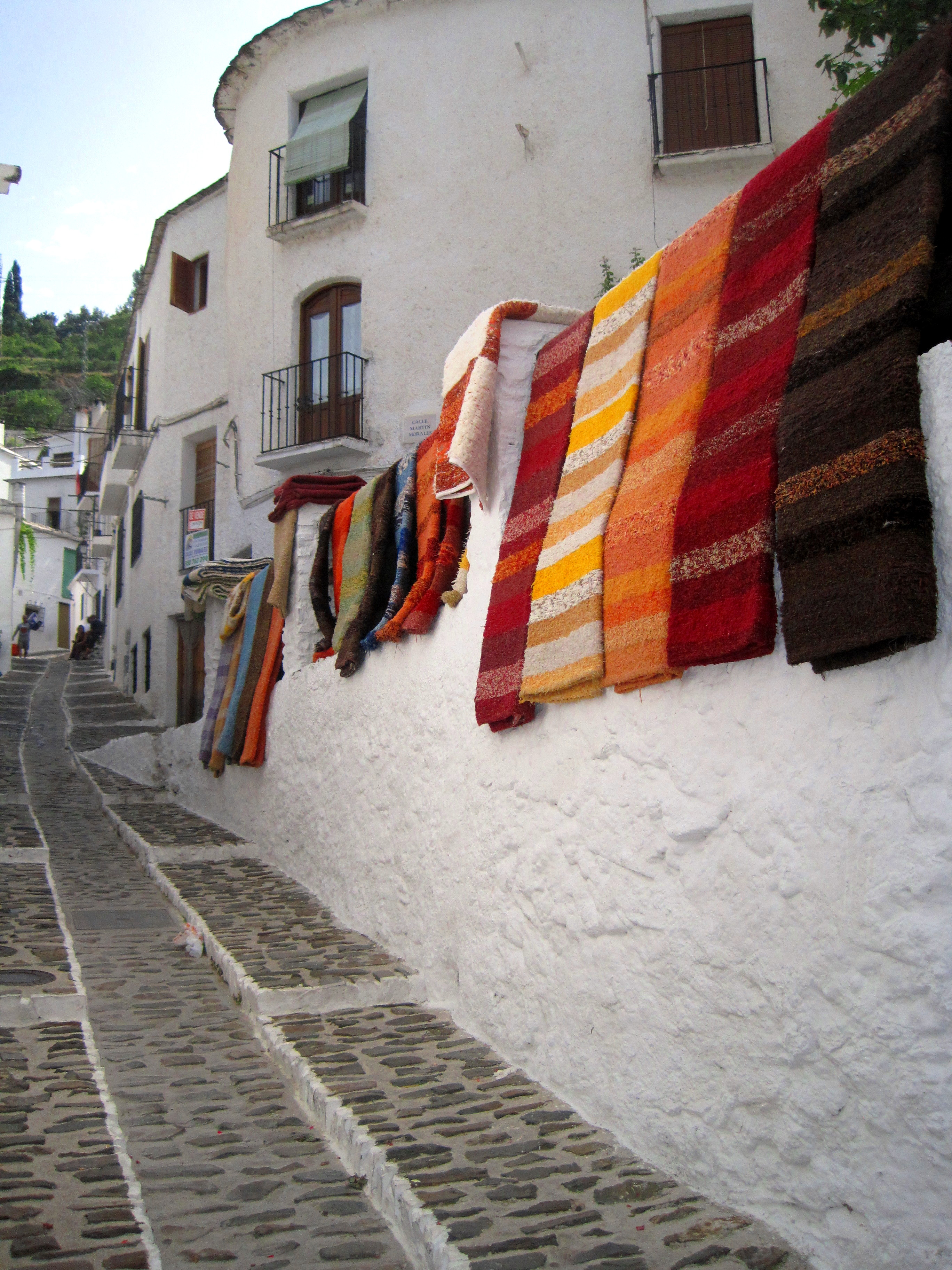
Pampaneira
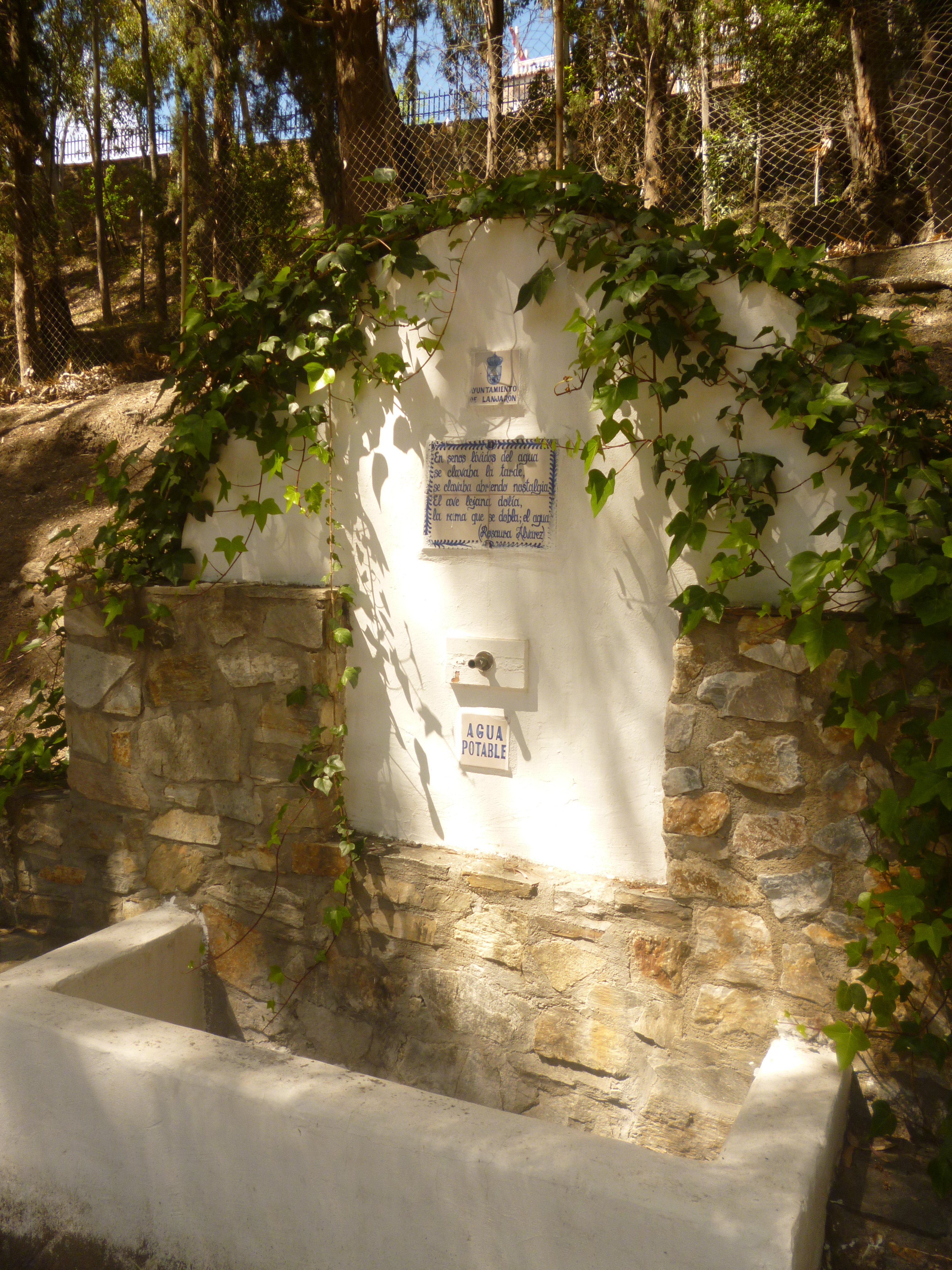
Lanjarón